# Tetralia brengelae
Tetralia brengelae is een krabbensoort uit de familie van de Tetraliidae. De wetenschappelijke naam van de soort is voor het eerst geldig gepubliceerd in 2007 door Trautwein.